# SSE2
SSE2 (англ. Streaming SIMD Extensions 2, потоковые SIMD расширения 2) — это набор SIMD инструкций, разработанный Intel и впервые представленный в процессорах серии Pentium 4. SSE2 расширяет набор инструкций SSE с целью полностью вытеснить MMX. Набор SSE2 добавил 144 новые команды к SSE, в котором было только 70 команд процессору.
Процессор, поддерживающий SSE2, требуется для установки Windows 8 и Microsoft Office 2013, а также интернет-браузеров на основе Chromium 32 и Firefox версии 49 и выше.

## Особенности
- SSE2 использует восемь 128-битных регистров (xmm0 до xmm7), включённых в архитектуру x86 с вводом расширения SSE, каждый из которых трактуется как 2 последовательных значения с плавающей точкой двойной точности.
- SSE2 включает в себя набор инструкций, который производит операции со скалярными и упакованными типами данных.
- SSE2 содержит инструкции для потоковой обработки целочисленных данных в тех же 128-битных xmm регистрах, что делает это расширение более предпочтительным для целочисленных вычислений, нежели использование набора инструкций MMX, появившегося гораздо раньше.
- Продолжение SSE работает с вещественными числами.
- SSE2 включает в себя ряд команд управления кэшем, предназначенных для минимизации заполнения кэша при обработке объёмных потоков данных.
- SSE2 включает в себя сложные дополнения к командам преобразования чисел.

## Процессоры

### Поддерживают
- Все известные процессоры с поддержкой x86-64[3][4], в их числе:
  - Линейка AMD K8 (Athlon 64, Sempron 64, Turion 64…), Phenom, FX, Ryzen
  - Линейка Intel Core (включая Pentium Dual-Core, Core 2, Core i3, i5, i7)
- Процессоры, основанные на Intel NetBurst (Pentium 4, Xeon, Celeron, Celeron D…)
- Intel Pentium M и Celeron M
- Intel Atom (в том числе 32-битные)
- Transmeta Efficeon
- VIA C7
- VIA Nano

### Не поддерживают
Поскольку SSE2 — расширение IA-32, процессоры, не поддерживающие IA-32, не поддерживают SSE2.
Кроме того, не поддерживают IA-32-совместимые процессоры, появившиеся до SSE2:
- Все AMD до Athlon 64
- Все Intel до Pentium 4
- VIA C3
- Transmeta Crusoe